# مسجد عمر بن الخطاب (مايكاو)
مسجد عمر بن الخطاب ثاني أكبر مسجد في أمريكا الاتينية يقع في مايكاو في كولومبيا.